# Droit des usagers dans les établissements et services sociaux et médico-sociaux
 (mai 2020).
Le droit des usagers dans les établissements et services sociaux et médico-sociaux est, en droit français, l’ensemble des règles destinées à garantir le respect des droits de la personnalité aux personnes accueillies ou accompagnées dans un établissement médico-social ou un service social (ESSMS). Relevant à la fois du droit civil, du droit pénal et du droit des institutions sociales et médico-sociales, il repose sur la réception, dans une acception juridique, de la notion de dignité de la personne humaine et sur son application aux situations pratiques d’accueil et d’accompagnement.

## La loi du 2 janvier 2002: l’usager acteur de son accueil ou de son accompagnement
Le droit des usagers est issu des dispositions des articles L. 311-3 et suivants, issus de la promulgation de la loi no 2002-2 du 2 janvier 2002 rénovant l’action sociale et médico-sociale.
La loi instaure un droit de la participation des usagers. L'article 10 de la loi prévoit la modification de l'article L. 311-6 du code de l'action sociale et des familles en vue d'associer les personnes bénéficiaires au fonctionnement de l'établissement via un conseil de la vie sociale (CVS) ou d'autres formes de participation. Le fonctionnement de la participation est ensuite décrit dans un décret d'application.
La production de cette loi est due à une conjonction de plusieurs facteurs juridiques et culturels :
- le développement en droit positif français, à partir de 1994, de la notion de dignité[4] ;
- l’entrée des politiques sociales françaises, à partir de 1994, dans l’ère de la nouvelle gestion publique[5],[6] ;
- le mouvement de désinstitutionnalisation issu notamment de la pensée de Michel Foucault sur le biopouvoir[7] ;
- l’actualité, en 2001, de l’affaire judiciaire dite « des Disparues de l’Yonne », le tueur Emile Louis étant alors en instance de jugement.[8]

## Logique
Le législateur de 2001-2002 a conçu le droit des usagers comme le moyen de prévenir et de lutter contre la maltraitance, comme l'atteste l'article L. 311-4 du Code de l'action sociale et des familles (CASF).
L’ensemble du dispositif repose donc, au départ, sur la connaissance et la compréhension de la maltraitance, entendue aussi bien dans un sens pénal très restrictif que dans celui, plus large, que retiennent les recommandations de bonnes pratiques professionnelles de l’Agence nationale de l'évaluation et de la qualité des établissements et services sociaux et médico-sociaux (ANESM) puis de la Haute autorité de santé (HAS).
À partir de ce concept polysémique de maltraitance, le législateur et l’autorité règlementaire ont décliné, dans les situations pratiques que connaissent les personnes accueillies ou accompagnées, les attributs juridiques classiquement reconnus à la personne, tels les droits à la dignité, à l’intégrité, à la sécurité, à la liberté de circuler, à la liberté de conscience, à l’intimité de la vie privée. Cette acception a été renforcée avec l'insertion, en 2022, de l'article L. 119-1 du CASF relatif à la définition de la maltraitance.

## Dispositifs
Le droit des usagers est mis en œuvre par les professionnels grâce aux « outils de la loi no 2002-2 » que sont le projet d’établissement, le règlement de fonctionnement, le livret d’accueil, le contrat de séjour ou le document individuel de prise en charge (DIPC), la personne qualifiée, la personne qualifiée de la Maison départementale des personnes handicapées (MDPH), la personne de confiance sociale et médico-sociale, le conseil de la vie sociale (CVS) et les autres formes de participation.
Le droit des usagers est décliné dans la charte des droits et libertés de la personne accueillie instituée par un arrêté du 8 septembre 2003 pris pour l’application de l’article L. 311-4 du Code de l’action sociale et des familles. Cette charte garantit le respect des principes et droits suivants :
- principe de non-discrimination
- droit à une prise en charge ou à un accompagnement adapté
- droit à l'information
- principe du libre choix, du consentement éclairé et de la participation de la personne
- droit à la renonciation
- droit au respect des liens familiaux
- droit à la protection
- droit à l'autonomie
- principe de prévention et de soutien
- droit à l'exercice des droits civiques attribués à la personne accueillie
- droit à la pratique religieuse
- droit au respect de la dignité de la personne et de son intimité